# 横蒴苣苔
横蒴苣苔（学名：Beccarinda tonkinensis）为苦苣苔科横蒴苣苔属下的一个种。种加名 tonkinensis 意为越南“东京的”。